# العرمة (جبلة)

تعديل مصدري - تعديل

العرمة هي إحدى قرى عزلة الثوابي بمديرية جبلة التابعة لمحافظة إب، بلغ تعداد سكانها 632 نسمة حسب تعداد اليمن لعام 2004.